# Jérémy Doku
Jérémy Doku (* 27. Mai 2002 in Antwerpen) ist ein belgischer Fußballspieler auf der Position eines Stürmers und Flügelspielers. Seit August 2023 steht er im Profiaufgebot des Champions-League-Siegers der Saison 2022/23 Manchester City. Des Weiteren ist der ghanaischstämmige Offensivspieler belgischer Nationalspieler.

## Karriere

### Vereine
Doku wurde am 27. Mai 2002 als Sohn ghanaischer Eltern in Antwerpen geboren und spielte in seiner Kindheit unter anderem für Turbantia Borgerhout aus dem kleinsten Antwerpener Stadtteil Borgerhout. Später wechselte er in die Jugend des Beerschot AC, ehe im Jahre 2012 der Großklub RSC Anderlecht auf das offensivstarke Nachwuchstalent aufmerksam wurde. Beim Hauptstadtklub durchlief er alle Jugendspielklassen ab der U-11 und konnte sich nach nur wenigen Jahren und einigen Erfolgen für die Profimannschaft empfehlen. Parallel dazu hatte er auch durch seine Leistung bei internationalen Spielen für Belgien für Aufsehen gesorgt und Scouts internationaler Vereine auf sich aufmerksam gemacht. Im Frühjahr vermeldeten sowohl belgische als auch ghanaische Medien, dass Doku kurz vor einem Wechsel zum FC Liverpool stünde.
Zu eben dieser Zeit wurde seitens des RSC Anderlecht dem zu diesem Zeitpunkt noch 15-jährigen Offensivspieler ein Profivertrag mit einer Laufzeit von drei Jahren angeboten und in weiterer Folge  auch vom Spieler angenommen. Nach der Bindung an den Verein kam Doku weiterhin als Stammspieler der U-17-Mannschaft des Klubs zum Einsatz und vertrat diesen wiederum auch bei der UEFA Youth League 2018/19. Dort kam der mittlerweile 16-Jährige ab der ersten Runde des Meisterschaftswegs des U-19-Wettbewerbs als Linksaußen zum Einsatz. Nach einem knappen Weiterkommen gegen die Jugend des FC Admira Wacker Mödling aufgrund der Auswärtstorregel unterlag der RSC Anderlecht knapp in der zweiten Runde gegen den Nachwuchs von Dynamo Kiew. Hierbei steuerte er bei der 1:2-Niederlage im Rückspiel gegen die Kiewer den Assist zu Antoine Colassins 1:0-Führungstreffer bei.
Bereits zwei Tage davor debütierte er am 25. November 2018 bei einer 2:4-Auswärtsniederlage gegen VV St. Truiden für die Profimannschaft des RSC Anderlecht, als ihn Trainer Hein Vanhaezebrouck ab der 78. Spielminute für den rund ein Jahr älteren Yari Verschaeren, der an diesem Abend ebenfalls sein Profidebüt gab, auflaufen ließ. Bereits in der nachfolgenden 17. Meisterschaftsrunde kam Doku am 2. Dezember 2018 auch bei der 0:1-Heimniederlage gegen den KRC Genk zu einem Kurzeinsatz, als er in Minute 66 für Zakaria Bakkali auf den Rasen kam und daraufhin als Mittelstürmer fungierte. Beim 1:1-Remis gegen Sporting Charleroi sieben Tage später saß die junge Offensivkraft wiederum nur mehr uneingesetzt auf der Ersatzbank und wurde in der Zwischenzeit auch nicht für den an der Gruppenphase der Europa League 2018/19 teilnehmenden Kader berücksichtigt.
Mitte November 2018 wurde bekannt, dass Doku nach wie vor vom FC Liverpool umworben wird und Anderlecht bereits eine Kontaktaufnahme des englischen Vereins mit Doku zugelassen hatte. Im Februar 2020 einigte sich der RSC Anderlecht mit ihm auf eine Vertragsverlängerung bis Sommer 2022. In der Saison 2019/20 bestritt er bis zu deren Abbruch infolge der COVID-19-Pandemie 21 von 29 möglichen Ligaspielen sowie drei Pokalspiele für Anderlecht.
In der neuen Saison 2020/21 bestritt Doku sieben von acht möglichen Ligaspiele für den RSC Anderlecht, bevor er Anfang Oktober 2020 kurz vor Ende des verlängerten Transferfensters zum französischen Erstligisten Stade Rennes wechselte und dort einen Vertrag bis 2025 unterschrieb. Die Ablöse von 26,5 Millionen Euro war die höchste Summe, die der RSC Anderlecht bis zu diesem Zeitpunkt für einen Spieler erhalten hat.
Nach 75 Ligaspielen, vier Pokalspielen und 13 Spielen im Europapokal wechselte er Mitte August 2023 für 60,0 Millionen Euro Ablöse nach England zu Manchester City, wo er einen Vertrag mit einer Laufzeit von fünf Jahren unterschrieb.

### Nationalmannschaft
Erste Erfahrungen in einer Nachwuchsnationalmannschaft des belgischen Fußballverbandes sammelte Doku im Jahre 2017, als er zwischen Februar und April in einer Reihe von Länderspielen der belgischen U-15-Nationalmannschaft mitwirkte. Hierbei kam er am 26. April bei einem 5:1-Sieg über Wales und am 27. April bei einem 3:2-Sieg über die Schweiz zu jeweils einem Treffer. Am 12. September 2017 debütierte er bei einem 1:1-Remis gegen die Alterskollegen aus Ungarn für die belgische U-16-Auswahl, für die er bereits früh als Mannschaftskapitän und größtenteils als Stammspieler fungierte. Bis Ende des Jahres absolvierte Doku, der in dieser Zeit abwechselnd als Stammspieler und dann wiederum als Joker eingesetzt wurde, sechs Länderspiele, in denen er selbst torlos blieb. Mit dem Start ins Jahr 2018 konnte Doku auch seine Offensivstärke unter Beweis stellen. Bei seinen drei U-16-Länderspielen im Jahr 2018 erzielte er in jedem jeweils ein Tor und steuerte am 8. Februar bei einem 3:3-Remis gegen Tschechien auch eine Torvorlage bei.
Am 5. Mai 2018, zu diesem Zeitpunkt noch immer 15-jährig, gab der gebürtige Antwerpener unter Trainer Thierry Siquet sein Debüt für die belgischen U-17-Junioren, als er sein Heimatland bei der U-17-Europameisterschaft 2018 in England repräsentierte. Nach seinem Debüt als Ersatzspieler in der ersten Partie gegen Irland, saß er im zweiten Gruppenspiel gegen Bosnien und Herzegowina nur auf der Ersatzbank, um beim dritten Gruppenspiel gegen Dänemark über 80 Minuten im Einsatz zu sein und den 1:0-Siegestreffer beizusteuern. Auf drei Siege in der Gruppenphase folgte ein weiterer 2:1-Sieg über die Alterskollegen aus Spanien im Viertelfinale, bei dem Doku jedoch wieder ohne Einsatz im Kader war. Im nachfolgenden Halbfinalspiel gegen Italien kam der Flügelspieler wieder zu einem Kurzeinsatz und schied nach einer knappen 1:2-Niederlage im Halbfinale aus dem Turnier aus.
Nach drei von fünf möglich gewesenen Freundschaftsspieleinsätzen im September 2018 startete Doku Ende Oktober als vermehrt eingesetzter Linksaußen in die Qualifikation zur U-19-Europameisterschaft 2019. Nachdem er im ersten Gruppenspiel der ersten Qualifikationsrunde noch nicht im offiziellen Kader stand, kam er beim nachfolgenden 5:0-Erfolg über Lettland von Beginn an und über die volle Spieldauer zum Einsatz. Nachdem er in diesem Spiel zwei Tore erzielt hatte, steuerte er im nächsten, einem 3:0-Sieg über die Griechen, zwei Assists bei.
Er stand dann auch im Kader der U-17-Nationalmannschaft bei der U-17-Europameisterschaft 2019 und stand bei allen fünf belgischen Spielen über die gesamte Dauer auf dem Platz. Belgien erreichte in diesem Turnier Platz 6.
Beim Spiel der Nations League gegen Dänemark am 5. September 2020 stand er das erste Mal für die belgische Nationalmannschaft auf dem Platz. Am 8. September 2020 schoss er gegen Island sein erstes Tor für die Nationalmannschaft. Bei der infolge der COVID-19-Pandemie erst 2021 durchgeführten Europameisterschaft 2020 gehörte er zum belgischen Kader. Doku spielte sowohl im 3. Gruppenspiel gegen Finnland, bei dem Belgien schon fürs Achtelfinale qualifiziert war, und im verlorenen Viertelfinale gegen Italien.
Obwohl er nach der Europameisterschaft in keinem weiterem A-Länderspiel eingesetzt worden war und für die U 21-Nationalmannschaft lediglich bei zwei Freundschaftsspielen gespielt hatte, wurde er von Nationaltrainer Roberto Martinez zur Weltmeisterschaft 2022 in den belgischen Kader berufen. Er wurde dort lediglich im dritten Gruppenspiel eingesetzt. Nach der Gruppenphase schied Belgien aus.
In der Qualifikation für die EM 2024 wurde er in sechs der acht Spiele eingesetzt und qualifizierte sich mit den Roten Teufeln ungeschlagen für die EM-Endrunde, für die er am 28. Mai 2024 nominiert wurde.

## Titel und Auszeichnungen
Titel
- Englischer Meister: 2024
- Englischer Supercupsieger: 2024

Auszeichnungen
- Nominierung für die Kopa-Trophäe: 2021 (9. Platz)